# Hans Werner Müller-Lehning
Hans Werner Müller-Lehning (Elberfeld, 13 november 1895 - mei 1945) was een in Duitsland geboren Nederlandse nationaalsocialist die medeverantwoordelijk was voor de roof van het joodse vermogen tijdens de Tweede Wereldoorlog.
Müller-Lehning (zelf schreef hij zijn naam altijd als Müller Lehning - dus zonder koppelteken) was de zoon van Carl Paul Lehning en Paula Schubler en de broer van Arthur Lehning. Hij had tijdens de Eerste Wereldoorlog aan Duitse zijde gestreden. In 1927 werd hij tot Nederlander genaturaliseerd en in het interbellum was hij in Nederland werkzaam in de textielbranche. In 1933 sloot hij zich aan bij de Nationaal-Socialistische Beweging (NSB) van Anton Mussert. Hij ontving stamboeknummer 3458. Mussert benoemde Müller-Lehning tot Gemachtigde in Bijzonderen Dienst.
Op 28 februari 1941 ondertekende de Reichskommissaris für den besetzten niederländische Gebiete Arthur Seyss-Inquart Verordening 41/1941 betreffende Niet-Commerciële Verenigingen en Stichtingen. Hiermee riep hij het gelijknamige 'Commissariaat van Niet-Commerciële Verenigingen en Stichtingen' in het leven, dat werd geleid door commissaris Müller-Lehning. Hiermee was deze verantwoordelijk geworden voor de gelijkschakeling van deze organen en (voor zover het Joodse verenigingen en stichtingen betrof) de liquidatie ervan. De Joodse verenigingen en stichtingen werden bij liquidatie rechtstreeks beroofd. In 1941 werden niet minder dan 7700 verenigingen en stichtingen ontbonden. Dit betrof onder meer:
- 4900 politieke verenigingen met onderafdelingen
- 1455 padvindersorganisaties
- 800 katholieke verenigingen
- 700 jeugdverenigingen
- 390 internationale verenigingen
- 360 Joodse verenigingen
- 50 sportverenigingen

Hoewel volledige cijfers ontbreken wegens verloren gegaan archiefmateriaal, was het grootste deel van de met de liquidaties gepaard gaande geldstroom afkomstig van de liquidatie van Joodse verenigingen en stichtingen. Dit betreft een bedrag van f 10,2 miljoen (omgerekend naar de waarde in 2005 is dit: € 61,2 miljoen). Dit geld kwam natuurlijk ten goede aan de Duitse bezetter en zijn Nederlandse handlangers. Ook bleef genoeg aan de strijkstok van Müller-Lehning en zijn bijna 100 medewerkers hangen. Zo werd het kapitaal van de geliquideerde Joodse begrafenisverenigingen niet overgemaakt naar de bank Lippmann-Rosenthal, zoals voorgeschreven was. Het kwam in plaats daarvan terecht in de boedel van Müller-Lehning. Dr. L. de Jong noemde hem dan ook naast 'eerzuchtig', 'onscrupuleus' en 'profiteur' niet onterecht een 'hyena'.
Na de bevrijding pleegde Müller-Lehning zelfmoord. Hij heeft zich daardoor weten te onttrekken aan vervolging.
 Portaal: Fascisme en nationaalsocialisme in Nederland · Fascisme · Nationaalsocialisme